# Relans
Relans település Franciaországban, Jura megyében. Lakosainak száma 348 fő (2022. január 1.). Relans Commenailles, Bletterans, Chapelle-Voland, Desnes és Nance községekkel határos.

## Népesség
A település népessége az elmúlt években az alábbi módon változott:
| Lakosok száma | 148  | 171  | 225  | 299  | 346  | 342  | 341  | 342  | 345  | 348  |
|               | 1968 | 1982 | 1990 | 2006 | 2013 | 2015 | 2017 | 2019 | 2020 | 2022 |